# Jaapiella geraniifolia
Jaapiella geraniifolia är en tvåvingeart som beskrevs av Fedotova 1993. Jaapiella geraniifolia ingår i släktet Jaapiella och familjen gallmyggor.
Artens utbredningsområde är Kazakstan. Inga underarter finns listade i Catalogue of Life.